# 土珠群島
土珠群岛（越南语：／）是越南南部的一個群島，位於暹羅灣。其行政區劃上屬於安江省土珠特区，特区人民委员会所在地為土珠岛。
土珠群岛在馬來語中又被稱作班讓群島或布羅般洋群島（Poulo Panjang）。在2014年的馬航航班事故中，少数中国媒体及海外华文媒体将其误作为「苴洲群島」。該群島由八個島嶼組成，分別是土珠島、丸子島、丸高吉島、丸雁島、丸枯島、丸哆般島、丸赬島和丸高島。
在越南共和國（南越）統治期間，土珠群岛屬於安川省轄境範圍。與今日富國縣的其他島嶼一樣，越南和柬埔寨就該群島的主權問題存在糾紛。1975年5月10日，紅色高棉攻佔該群島的最大島嶼土珠岛，將五百名平民押往柬埔寨，後來全部被殺害。同年5月24日至27日，越南軍隊奪回了土珠岛。1977年，紅色高棉試圖再次奪取該島，但被越南擊敗。
1992年4月27日，六個家庭共30人遷居土珠岛。2014年3月8日，马来西亚航空370号班机飛越土珠群岛以南140海里（260）上空時，與地面失去聯繫。

## 腳註
1. 《阮氏西山記》（Nguyễn Thị Tây Sơn Ký）：「乙巳，春正月，世祖幸土珠嶼，尋徙古骨嶼。」